# Tatsuya Tanaka
Tatsuya Tanaka (Yamaguchi, 27. studenog 1982.) bivši je japanski nogometaš.

## Klupska karijera
Igrao je za Urawa Reds i Albirex Niigata.

## Reprezentativna karijera
Za japansku reprezentaciju igrao je od 2005. do 2009. godine. Odigrao je 16 utakmica postigavši 3 pogotka.
S U-23 japanskom reprezentacijom Tatsuya Tanaka je igrao na Olimpijskim igrama 2004.

## Statistika
| Japan  | Japan | Japan |
| Godina | Nast. | Gol.  |
| ------ | ----- | ----- |
| 2005.  | 2     | 1     |
| 2006.  | 4     | 0     |
| 2007.  | 2     | 0     |
| 2008.  | 4     | 1     |
| 2009.  | 4     | 1     |
| Ukupno | 16    | 3     |

## Vanjske poveznice
- National Football Teams
- Japan National Football Team Database